# Золт (Тимиш)
Золт (рум. Zolt) насеље је у Румунији у округу Тимиш у општини Фардеа. Oпштина се налази на надморској висини од 292 m.

## Прошлост
По "Румунској енциклопедији" место се помиње 1454. године. Назив места је словенског порекла јер значи злато. Био је тада посед Јаноша Хуњадија. По ослобођењу Баната ту је 1717. године пописано 10 кућа. Црква брвнара подигнута је 1775. године, посвећена је Св. апостолима Петру и Павлу. Наводно је купљена од Гладне, а чини је конструкција од храстовине постављена на камену основу.
Аустријски царски ревизор Ерлер је 1774. године констатовао да место припада Фачетском округу, Лугожког дистрикта. Становништво је било претежно влашко. Када је 1797. године пописан православни клир у месту је парох био поп Павел Поповић (рукоп. 1779) који се служио румунским језиком.

## Становништво
Према подацима из 2002. године у насељу је живело 218 становника, од којих су сви румунске националности.